# Svätuše
Svätuše est un village de Slovaquie situé dans la région de Košice.

## Histoire
La première mention écrite du village date de 1245.
La localité fut annexée par la Hongrie après le premier arbitrage de Vienne le 2 novembre 1938. En 1938, on comptait 1114 habitants dont 103 d'origines juives. Elle faisait partie du district de Medzibodrožie (hongrois : Bodrogközi járás). Le nom de la localité avant la Seconde Guerre mondiale était Szentes. Durant la période 1938 - 1944, le nom hongrois Bodrogszentes était d'usage. À la libération, la commune a été réintégrée dans la Tchécoslovaquie reconstituée.

## Démographie

### Évolution de la population
| Année:               | 1994. | 2004.   | 2014.   | 2024.   |
| -------------------- | ----- | ------- | ------- | ------- |
| Nombre de personnes: | 907   | 901     | 828     | 810     |
| Différence:          |       | -0,66 % | -8,10 % | -2,17 % |

| Année:               | 2023. | 2024.   |
| -------------------- | ----- | ------- |
| Nombre de personnes: | 799   | 810     |
| Différence:          |       | +1,37 % |